# Lucía Navarro
Lucía Navarro (Monterrey, México) es una periodista y presentadora de televisión.  

## Biografía
Se formó en el Instituto Tecnológico y de Estudios Superiores de Monterrey (ITESM), obteniendo el título de licenciada en Ciencias de la Comunicación.

### Coberturas
- Atentados terroristas del 11 de septiembre de 2001.
- Juegos Olímpicos de 2004
- Elecciones presidenciales de 2000, 2004, 2008, 2012 y 2016.
- Convención Demócrata de 2012
- Ley Migratoria en Arizona SB-1960
- Huracanes Katrina, Ike y Rita
- Incendios forestales en el Sur de California

## Reconocimientos
- Tres Premios Emmy (Investigación periodística, Investigación periodística serie dos partes, Asuntos Médicos y Sociales)
- Golden Mike Awards (Mejor Noticiero y Mejor Cobertura de Noticias de Última hora)
- Premio Bert Corona de la Hermandad Mexicana (2004) por su contribución al respeto a los derechos civiles y humanos además de por su liderazgo entre la comunidad inmigrante en el Sur de California.
- Alumna destacada del Instituto Tecnológico y de Estudios Superiores de Monterrey
- Mujer del Año, otorgado por "Hispanic Women in Leadership" de Houston (1998)[1]